# Atalanta Bergamasca Calcio 1983-1984
Questa voce raccoglie le informazioni riguardanti l'Atalanta Bergamasca Calcio nelle competizioni ufficiali della stagione 1983-1984.

## Stagione
Già in estate la società bergamasca aveva manifestato l'intenzione di ritornare nella massima serie, puntando su un gruppo collaudato e su un allenatore emergente Nedo Sonetti.
Dopo un avvio stentato la squadra ingrana una marcia inarrestabile che la porta al record di imbattibilità (24 partite senza sconfitte) del campionato cadetto, e anche al primo posto finale. Il tutto coronato dal titolo di capocannoniere per Marco Pacione, autore di 15 reti, molto sostanzioso anche l'apporto dell'interno trevigiano Marino Magrin anche lui capace di 15 segnature, 2 delle quali in Coppa Italia e 13 in campionato. La Dea sale in Serie A con Como e Cremonese, un terzetto lombardo.

Il tecnico Nedo Sonetti (in alto) viene portato in trionfo dai suoi giocatori dopo la vittoria interna sul (3-1) del 27 maggio 1984, che certificò la matematica promozione.

Il cammino in Coppa Italia invece si interrompe nel primo turno a gironi, nel quinto girone, eliminazione maturata per via delle sconfitte contro Roma e Milan (in casa), dei pareggi contro Arezzo e Rimini, e della vittoria contro il Padova.

## Divise e sponsor
Lo sponsor tecnico per la stagione 1983-1984 fu Puma, mentre lo sponsor ufficiale fu Sit-In.
| Casa | Trasferta |

## Organigramma societario
Area direttiva
- Presidente: Cesare Bortolotti
- Vice presidente: Enzo Sensi
- Segretario gen.: Giacomo Randazzo
- Accompagnatore uff.: Luciano Passirani

Area tecnica
- Direttore sportivo: Franco Landri
- Allenatore: Nedo Sonetti
- Vice allenatore: Zaccaria Cometti

Area sanitaria
- Medico sociale: Attilio Riva
- Massaggiatore: Renzo Cividini

## Rosa
| N. |                   | Ruolo | Calciatore           |
| -- | ----------------- | ----- | -------------------- |
|    | Italia (bandiera) | P     | Mirko Benevelli      |
|    | Italia (bandiera) | P     | Paolo Bordoni        |
|    | Italia (bandiera) | D     | Maurizio Codogno     |
|    | Italia (bandiera) | D     | Daniele Filisetti    |
|    | Italia (bandiera) | D     | Carmine Gentile      |
|    | Italia (bandiera) | D     | Giorgio Magnocavallo |
|    | Italia (bandiera) | D     | Eugenio Perico       |
|    | Italia (bandiera) | D     | Gianpaolo Rossi      |
|    | Italia (bandiera) | D     | Roberto Soldà        |
|    | Italia (bandiera) | C     | Andrea Agostinelli   |
|    | Italia (bandiera) | C     | Roberto Donadoni     |

| N. |                   | Ruolo | Calciatore               |
| -- | ----------------- | ----- | ------------------------ |
|    | Italia (bandiera) | C     | Claudio Foscarini        |
|    | Italia (bandiera) | C     | Marino Magrin            |
|    | Italia (bandiera) | C     | Adelio Moro              |
|    | Italia (bandiera) | C     | Domenico Moro            |
|    | Italia (bandiera) | C     | Giancarlo Snidaro        |
|    | Italia (bandiera) | D     | Sauro Fattori            |
|    | Italia (bandiera) | A     | Massimiliano Maffioletti |
|    | Italia (bandiera) | A     | Bortolo Mutti            |
|    | Italia (bandiera) | A     | Marco Pacione            |
|    | Italia (bandiera) | A     | Maurizio Sandri          |
|    | Italia (bandiera) | A     | Enrico Vella             |

## Risultati

### Campionato

#### Girone di andata
| Arbitro: | Bianciardi (Siena) |

|           |           |  |
| Uribe 89’ | Marcatori |  |

| Arbitro: | Luci (Firenze) |

|                   |           |  |
| Magrin 78’ (rig.) | Marcatori |  |

| Arbitro: | Testa (Prato) |

|  |           |                           |
|  | Marcatori | 37’, 66’ Mutti 84’ Magrin |

| Arbitro: | Pezzella (Frattamaggiore) |

|             |           |             |
| Pacione 60’ | Marcatori | 46’ Sanguin |

| Arbitro: | Tubertini (Bologna) |

|           |           |  |
| Rizzo 90’ | Marcatori |  |

| Arbitro: | Pairetto (Torino) |

|            |           |                         |
| Pacione 1’ | Marcatori | 34’ (aut.) Magnocavallo |

| Arbitro: | Sguizzato (Verona) |

|                           |           |  |
| Paolinelli 66’ Vialli 75’ | Marcatori |  |

| Bergamo 30 ottobre 1983 8ª giornata                     | Atalanta  | 1 – 1      | Pescara | Stadio Comunale |
| \| \| \| \| \| Magrin 44’ \| Marcatori \| 16’ Caputi \| |           |            |         |                 |
|                                                         |           |            |         |                 |
| Magrin 44’                                              | Marcatori | 16’ Caputi |         |                 |

| Como 6 novembre 1983 9ª giornata | Como               | 0 – 0 | Atalanta | Stadio Giuseppe Sinigaglia\| Arbitro: \| Lombardo (Marsala) \| |
| Arbitro:                         | Lombardo (Marsala) |       |          |                                                                |

| Arbitro: | Baldi (Roma) |

|                       |           |                     |
| Magrin 3’ Pacione 48’ | Marcatori | 37’ S. Trevisanello |

| Empoli 20 novembre 1983 11ª giornata | Empoli               | 0 – 0 | Atalanta | Stadio Carlo Castellani\| Arbitro: \| Polacco (Conegliano) \| |
| Arbitro:                             | Polacco (Conegliano) |       |          |                                                               |

| Arbitro: | De Marchi (Novara) |

|                                       |           |  |
| Magrin 61’, 75’ Fattori 68’ Vella 87’ | Marcatori |  |

| Arbitro: | Luci (Firenze) |

|            |           |  |
| Magrin 72’ | Marcatori |  |

| Arbitro: | Sguizzato (Verona) |

|           |           |           |
| Ronco 31’ | Marcatori | 51’ Soldà |

| Arbitro: | Ballerini (La Spezia) |

|            |           |             |
| Ermini 63’ | Marcatori | 31’ Fattori |

| Arbitro: | Boschi (Parma) |

|             |           |              |
| Pacione 14’ | Marcatori | 56’ De Falco |

| Arbitro: | Lombardo (Marsala) |

|  |           |                        |
|  | Marcatori | 15’ Vella 66’ Donadoni |

| Arbitro: | Longhi (Roma) |

|             |           |  |
| Fattori 84’ | Marcatori |  |

| Arbitro: | Pieri (Genova) |

|             |           |                  |
| Faccini 66’ | Marcatori | 29’ (aut.) Catto |

#### Girone di ritorno
| Bergamo 29 gennaio 1984 20ª giornata | Atalanta      | 0 – 0 | Cagliari | Stadio Comunale\| Arbitro: \| Testa (Prato) \| |
| Arbitro:                             | Testa (Prato) |       |          |                                                |

| Arbitro: | Pellicanò (reggio Calabria) |

|                       |           |             |
| Di Michele 52’ (rig.) | Marcatori | 48’ Pacione |

| Arbitro: | Luci (Firenze) |

|                               |           |          |
| Magrin 69’ (rig.) Fattori 86’ | Marcatori | 65’ Bivi |

| Arbitro: | De Marchi (Novara) |

|  |           |           |
|  | Marcatori | 21’ Vella |

| Arbitro: | Ciulli (Roma) |

|           |           |              |
| Vella 68’ | Marcatori | 82’ Paciocco |

| Arezzo 11 marzo 1984 25ª giornata | Arezzo                       | 0 – 0 | Atalanta | Stadio Comunale\| Arbitro: \| Agnolin (Bassano del Grappa) \| |
| Arbitro:                          | Agnolin (Bassano del Grappa) |       |          |                                                               |

| Arbitro: | Redini (Pisa) |

|           |           |  |
| Mutti 68’ | Marcatori |  |

| Pescara 25 marzo 1984 27ª giornata | Pescara          | 0 – 0 | Atalanta | Stadio Adriatico\| Arbitro: \| Vitali (Bologna) \| |
| Arbitro:                           | Vitali (Bologna) |       |          |                                                    |

| Arbitro: | Longhi (Roma) |

|            |           |               |
| Magrin 16’ | Marcatori | 35’ Gibellini |

| Arbitro: | Lanese (Messina) |

|             |           |            |
| Coppola 71’ | Marcatori | 2’ Pacione |

| Arbitro: | Boschi (Parma) |

|           |           |  |
| Soldà 71’ | Marcatori |  |

| Arbitro: | D'Elia (Salerno) |

|                     |           |             |
| Parlanti 72’ (rig.) | Marcatori | 69’ Pacione |

| Arbitro: | Bergamo (Livorno) |

|                                      |           |  |
| Volpecina 24’ De Stefanis 89’ (rig.) | Marcatori |  |

| Arbitro: | Tubertini (Bologna) |

|                            |           |  |
| Magrin 8’, 48’ Pacione 12’ | Marcatori |  |

| Arbitro: | De Marchi (Novara) |

|                                             |           |                      |
| Pacione 1’, 25’, 60’ Magrin 22’, 66’ (rig.) | Marcatori | 2’ Ermini 86’ Zerbio |

| Arbitro: | Esposito (Torre del Greco) |

|                |           |                                |
| De Giorgis 44’ | Marcatori | 37’ Pacione 41’ (aut.) Vailati |

| Arbitro: | Bianciardi (Siena) |

|                                   |           |                 |
| Pacione 3’ Donadoni 31’ Vella 78’ | Marcatori | 52’ Di Giovanni |

| Arbitro: | Ongaro (Rovigo) |

|                                 |           |             |
| Maestripieri 70’ Maragliulo 80’ | Marcatori | 26’ Fattori |

| Arbitro: | Lamorgese (Potenza) |

|                                             |           |                         |
| Agostinelli 8’ Fattori 33’ Pacione 62’, 64’ | Marcatori | 28’ Faccini 39’ Attrice |

### Coppa Italia

#### Quinto girone
| Arbitro: | Boschi (Parma) |

|                        |           |  |
| Magrin 44’ Snidaro 65’ | Marcatori |  |

| Arbitro: | Luci (Firenze) |

|               |           |                  |
| Cinquetti 80’ | Marcatori | 70’ Magnocavallo |

| Arbitro: | Ballerini (La Spezia) |

|                                |           |  |
| Pruzzo 24’ (rig.) Strukelj 70’ | Marcatori |  |

| Arbitro: | D'Elia (Salerno) |

|  |           |                           |
|  | Marcatori | 27’ F. Baresi 55’ Carotti |

| Arbitro: | Altobelli (Roma) |

|                              |           |                      |
| Sella 43’ Pacione 52’ (aut.) | Marcatori | 19’ Magrin 70’ Mutti |

## Statistiche

### Statistiche di squadra
| Competizione | Punti | In casa | In casa | In casa | In casa | In casa | In casa | In trasferta | In trasferta | In trasferta | In trasferta | In trasferta | In trasferta | Totale | Totale | Totale | Totale | Totale | Totale | DR  |
| Competizione | Punti | G       | V       | N       | P       | Gf      | Gs      | G            | V            | N            | P            | Gf           | Gs           | G      | V      | N      | P      | Gf     | Gs     | DR  |
| ------------ | ----- | ------- | ------- | ------- | ------- | ------- | ------- | ------------ | ------------ | ------------ | ------------ | ------------ | ------------ | ------ | ------ | ------ | ------ | ------ | ------ | --- |
| Serie B      | 49    | 19      | 12      | 7       | 0       | 34      | 13      | 19           | 4            | 10           | 5            | 15           | 15           | 38     | 16     | 17     | 5      | 49     | 28     | +21 |
| Coppa Italia |       | 2       | 1       | 0       | 1       | 2       | 2       | 3            | 0            | 2            | 1            | 3            | 5            | 5      | 1      | 2      | 2      | 5      | 7      | -2  |

### Statistiche dei giocatori
| Giocatore       | Serie B  | Serie B | Coppa Italia | Coppa Italia | Totale   | Totale |
| Giocatore       | Presenze | Reti    | Presenze     | Reti         | Presenze | Reti   |
| --------------- | -------- | ------- | ------------ | ------------ | -------- | ------ |
| A. Agostinelli  | 37       | 1       | 5            | 0            | 42       | 1      |
| M. Benevelli    | 38       | 0       | 5            | 0            | 43       | 0      |
| P. Bordoni      | 0        | 0       | 0            | 0            | 0        | 0      |
| M. Codogno      | 22       | 0       | 4            | 0            | 26       | 0      |
| R. Donadoni     | 26       | 2       | 5            | 0            | 31       | 2      |
| S. Fattori      | 27       | 6       | 0            | 0            | 27       | 6      |
| D. Filisetti    | 7        | 0       | 5            | 0            | 12       | 0      |
| C. Foscarini    | 4        | 0       | 1            | 0            | 5        | 0      |
| C. Gentile      | 28       | 0       | 0            | 0            | 28       | 0      |
| M. Maffioletti  | 3        | 0       | 3            | 0            | 6        | 0      |
| G. Magnocavallo | 28       | 0       | 5            | 1            | 33       | 1      |
| M. Magrin       | 37       | 13      | 5            | 2            | 42       | 15     |
| A. Moro         | 8        | 0       | 3            | 0            | 11       | 0      |
| D. Moro         | 10       | 0       | 0            | 0            | 10       | 0      |
| B. Mutti        | 28       | 3       | 5            | 1            | 33       | 4      |
| M. Pacione      | 36       | 15      | 2            | 0            | 38       | 15     |
| E. Perico       | 31       | 0       | 3            | 0            | 34       | 0      |
| G. Rossi        | 31       | 0       | 4            | 0            | 35       | 0      |
| M. Sandri       | 4        | 0       | 4            | 0            | 8        | 0      |
| G. Snidaro      | 12       | 0       | 5            | 1            | 17       | 1      |
| R. Soldà        | 32       | 2       | 3            | 0            | 35       | 2      |
| E. Vella        | 30       | 5       | 0            | 0            | 30       | 5      |